# Abarema lovellae
Abarema lovellae là một loài thực vật có hoa trong họ Đậu. Loài này được (Bailey) Kosterm. miêu tả khoa học đầu tiên.